# Rafał Jewtuch
Rafał Jewtuch, poljski snukerist, * 17. april 1973, Varšava, Poljska.

## Kariera
Jewtuch je v domovini priznan poljski igralec snookerja. Nikoli se ni pridružil svetovni karavani, prav tako ni nikoli nastopil kot profesionalec. Širšim množicam se je predstavil z nastopom na daomačem turnirju v Varšavi, ki je bil del serije turnirjev World Series of Snooker in, kot vsak turnir v seriji, prenašan s strani televizijske hiše Eurosport. Na njem je nastopil s povabilom organizatorja in izgubil v prvem krogu z izidom 0-4. Njegov krvnik je bil Steve Davis.

## Osvojeni turnirji

### Amaterski turnirji
- Poljsko člansko amatersko moštveno prvenstvo - 2002
- 147 Club Open - 2003
- Poljsko prvenstvo - 1997, 2003, 2006, 2008